# Sự kiện UFO Sân bay Quốc tế O'Hare 2006
Sự kiện UFO Chicago O'Hare là vụ chứng kiến vật thể bay không xác định (UFO) xảy ra vào khoảng 4 giờ 15 phút chiều ngày 7 tháng 11 năm 2006. Khi đó có 12 nhân viên làm việc cho hãng United Airlines và một nhân chứng tên Andres đến từ Torreon bên ngoài Sân bay Quốc tế Chicago O'Hare đã trình báo vụ việc cho Cục Hàng không Liên bang (FAA) nhưng bị cơ quan này từ chối điều tra thêm nữa vì chẳng có dấu hiệu UFO nào trên radar cả và gọi đây chỉ là một "hiện tượng thời tiết" mà thôi. 

## Diễn biến vụ việc
Vào khoảng 16 giờ 15 phút CST ngày 7 tháng 11 năm 2006, giới chức trách liên bang tại Sân bay Quốc tế Chicago O'Hare đột nhiên nhận được báo cáo rằng nhóm mười hai nhân viên sân bay đang chứng kiến một chiếc phi thuyền bằng kim loại hình đĩa bay âm thầm đỗ lơ lửng trên trên Cổng C-17 của United Airlines, sau đó vừa khoét một cái lỗ sắc cạnh trên rìa đám mây vừa bay đi mất.
Một nhân viên mặt đất đang làm công việc đẩy lùi Chuyến bay 446 của United Airlines khởi hành từ Chicago đến Charlotte, North Carolina đã phát hiện ra vật thể này đầu tiên. Anh ta vội báo cho phi hành đoàn của Chuyến bay 446 biết về vật thể lạ ngay phía trên máy bay. Vật thể này còn được viên phi công, quản lý hàng không và thợ máy chứng kiến cùng lúc. Không có kiểm soát viên không lưu nào nhìn thấy vật thể này và chẳng có dấu hiệu nào về nó được hiển thị trên radar. (Đạo luật Tự do Thông tin đã công bố bản ghi báo cáo qua điện thoại của Kiểm soát viên Không lưu cho FAA).
Các nhân chứng mô tả vật thể này hoàn toàn im lặng, đường kính từ 6 đến 24 foot (1,8 đến 7,3 m) và có màu xám đen. Một số nhân chứng độc lập bên ngoài sân bay cũng nhìn thấy vật thể này. Một người mô tả chiếc phi thuyền hình đĩa bay lơ lửng trên sân bay, nói rằng đó "rõ ràng không phải là mây". Theo nhân chứng này, vật thể đã bắn xuyên qua các đám mây với vận tốc lớn, để lại một cái lỗ trong xanh trên tầng mây. Lỗ hổng được cho là sẽ tự đóng lại sau đó không lâu.
Theo Jon Hilkevitch của tờ Chicago Tribune kể lại "Chiếc đĩa được nhìn thấy rõ trong khoảng năm phút và có gần chục nhân viên United Airlines, từ phi công đến giám sát, vốn đã nghe thấy tiếng huyên thuyên trên radio và chạy ra ngoài để xem thử".

## Phản ứng của giới chức trách
Cả hãng United Airlines và Cục Hàng không Liên bang (FAA) ban đầu đều phủ nhận rằng họ có bất kỳ thông tin nào về sự kiện UFO ở O'Hare cho đến khi tờ Chicago Tribune, cơ quan đang điều tra báo cáo, đệ đơn yêu cầu dựa theo Đạo luật Tự do Thông tin (FOIA). FAA mãi về sau mới chịu ra lệnh xem xét nội bộ các băng liên lạc không lưu nhằm tuân thủ theo yêu cầu FOIA của tờ Chicago Tribune, qua đó họ phát hiện ra cuộc gọi của giám sát viên United cho một người quản lý FAA trong tháp sân bay liên quan đến vụ chứng kiến UFO này.
Lập trường của FAA kết luận rằng vụ này là do "hiện tượng thời tiết" gây nên và vì vậy mà cơ quan này sẽ không tiến hành điều tra vụ việc. Theo nhà thiên văn học Mark Hammergren, điều kiện thời tiết vào ngày nhìn thấy UFO phù hợp cho kiểu "đám mây đục lỗ", một dạng hiện tượng thời tiết bất thường.
Giới điều tra viên về UFO đã lập luận rằng việc FAA từ chối xem xét vụ việc mâu thuẫn với nhiệm vụ của cơ quan này trong hoạt động điều tra vi phạm an ninh có thể xảy ra tại các sân bay của Mỹ như trong trường hợp này; một vật thể được khá nhiều nhân viên sân bay tận mắt chứng kiến và có ít nhất một người trong số họ trình báo chính thức, đang bay lơ lửng trên một trong những sân bay bận rộn nhất thế giới. Một số nhân chứng được tờ Chicago Tribune phỏng vấn dường như tỏ vẻ "khó chịu" khi các quan chức liên bang từ chối điều tra chuyện này thêm nữa.

## Báo cáo NARCAP
Trung tâm Báo cáo Hàng không Quốc gia về Hiện tượng Bất thường (NARCAP) đã xuất bản một báo cáo dài 155 trang về vụ chứng kiến này và kêu gọi chính phủ điều tra và cải tiến công nghệ cảm biến năng lượng: "Bất cứ lúc nào một vật thể trong không khí có thể bay lơ lửng trong vài phút trên một sân bay đông đúc nhưng không được đăng ký trên radar hoặc được nhìn thấy trực quan từ tháp điều khiển, là mối đe dọa tiềm ẩn đối với an toàn bay". 

## Truyền thông đưa tin
Câu chuyện về UFO ở sân bay Chicago O'Hare đều được nhiều nhóm truyền thông chính thống lớn đưa tin như CNN, CBS, MSNBC, Fox News, Chicago Tribune và NPR.
Với trên một triệu lượt truy cập, câu chuyện của Chicago Tribune nhanh chóng giành được danh hiệu bài viết có nhiều người đọc nhất trong toàn bộ lịch sử website của tờ báo này, nhưng sau đó nhanh chóng nhạt nhòa trên màn hình radar của giới truyền thông. Không một đánh giá chính thức nào được đưa ra cho công chúng vốn đam mê nhưng cũng rất tỉnh táo, thường xuyên đi máy bay, hoặc cho những nhân viên của United trực tiếp liên quan đến vụ việc.
Ngày 11 tháng 2 năm 2009, The History Channel đã phát sóng một tập của chương trình truyền hình UFO Hunters với tiêu đề "Aliens at the Airport" nhằm xem lại vụ việc vừa qua.
Vụ việc cũng được giới thiệu trong tập "Unfriendly Skies" của bộ phim truyền hình mang tên Hangar 1: The UFO Files.

## Ảnh hưởng văn hóa
Bộ phim UFO cũng như một tập của phim Boston Legal đều nhắc đến sự kiện này.